# Conilurus capricornensis
Conilurus capricornensis este o specie dispărută de șobolan din genul Conilurus. A fost descrisă ca specie nouă în 2010 și este cunoscut doar prin rămășițele dentare din Pleistocen și Holocen. Epitetul speciei se referă la peșterile Capricornului, Queensland, Australia, unde au fost dezgropate rămășițele speciei.

## Descriere
Conilurus capricornensis poate fi distins de alte specii de șobolani prin molarii săi. Acesta avea molarii mai largi decât orice altă specie de Conilurus.